# 金硬
金硬（1914年—2014年2月25日），曾用名金万钧，辽宁省新民县白旗堡东村人，中华人民共和国政治人物。

## 生平
1937年3月加入中国共产党。1938年6月，任晋察冀第五军分区《前卫报》编辑、晋察冀军分区地委联络部和城工部长。1948年1月，担任辽阳市委宣传部长兼秘书长。1950年1月，任辽东省总工会主席、辽宁省总工会副主席。1977年，担任辽阳市委副书记，1979年，起担任辽宁省政府副秘书长。2014年去世。